# Josiah Towyn Jones
Josiah Towyn Jones (* 28. Dezember 1858 in New Quay, Cardiganshire, Wales; † 16. November 1925 in Ammanford, Carmarthenshire, Wales) war ein britischer kongregationalistischer Geistlicher und Politiker der Liberal Party, der zwischen 1912 und 1922 Mitglied des Unterhauses (House of Commons) war und von 1917 bis 1922 als Lord im Schatzamt (Lord of the Treasury) fungierte.

## Leben
Josiah Towyn Jones, Sohn des Schuhmachers John Jones und dessen Ehefrau Elizabeth Jones, verließ die Schule mit 1870 mit elf Jahren und wurde, nachdem er Schafe gehütet hatte, Schiffsjunge auf den Schiffen Elizabeth und James and Mary, die zwischen den südlichen Seehäfen von Wales und Irland Handel trieben. 1874 wurde er wegen Geschirrbruchs von seinem Schiff entlassen und trat anschließend in die Towyn-Grammar School in New Quay und 1876 in das Presbyterian College in Carmarthen ein. Er erhielt 1880 die Ordination zum Pfarrer der kongregationalistischen Kirche von Gwernllwyn in Dowlais bei Merthyr Tydfil. 1885 wurde er Pfarrer der Gemeinde New Bethel in Cwmaman bei Aberdare und hatte dieses Amt über zwanzig Jahre lang bis 1906 inne. Er trat dann zurück, um als sogenannter „Home Missioner“ der Union of Welsh Independents tätig zu werden, ein Amt, das er bis 1912 innehatte. Zwischen 1885 und 1912 entwickelte er sich zu einem der großen Prediger seiner Konfession und wurde zu einer führenden Figur der Liberal Party in Wales, in enger Zusammenarbeit mit T. E. Ellis und später mit David Lloyd George. Er engagierte sich als Mitglied des Rates der Grafschaft Carmarthenshire (Carmarthen County Council) sowie als Mitglied des Verwaltungsrates (Governor) der Cardiff University und der Aberystwyth University.
Nach dem Tode von Abel Thomas am 23. Juli 1912, den er zuvor 20 Jahre lang unterstützt hatte, wurde Reverend Josiah Jones bei der notwendig gewordenen Nachwahl (By-election) am 22. August 1912 im Wahlkreis Carmarthenshire East erstmals zum Mitglied des Unterhauses (House of Commons) gewählt und vertrat diesen Wahlkreis bis zu dessen Auflösung am 14. Dezember 1918. In der Regierung Lloyd George übernahm er vom 29. Januar 1917 bis zum 4. Juli 1922 das Amt eines Lords im Schatzamt (Lord of the Treasury). Zugleich fungierte er von Januar 1917 bis Juli 1922 als Parlamentarischer Geschäftsführer (Whip) der walisischen Liberalen innerhalb der Regierungsfraktion. Bei der Unterhauswahl am 14. Dezember 1918, der ersten Wahl nach dem Ersten Weltkrieg, wurde er für die Liberal Party im neu gegründeten Wahlkreis Llanelly zum Mitglied des Unterhauses gewählt. Er war des Weiteren von 1919 bis 1920 Vorsitzender der Union of Welsh Independents, der Welsh Congregational Union. Aufgrund des schlechten Gesundheitszustandes verzichtete er auf eine erneute Kandidatur bei der Unterhauswahl am 15. November 1922 und schied aus dem House of Commons aus, nachdem er zuvor schon aus der Regierung ausgeschieden war. Aus seiner 1885 geschlossenen Ehe mit Mary Howells gingen zwei Töchter hervor.